# Aleh Antonienka
Aleh Uładzimirawicz Antonienka, błr. Алег Уладзіміравіч Антоненка, ros. Олег Владимирович Антоненко – Oleg Władimirowicz Antonienko (ur. 1 lipca 1971 w Mińsku) – białoruski hokeista, reprezentant Białorusi, trzykrotny olimpijczyk. Trener hokejowy.

## Kariera zawodnicza
- Dynama Mińsk (1988–1993)
- Tiwali Mińsk (1993–1995)
- Dynama Mińsk (1995)
- Siewierstal Czerepowiec (1995–1996)
- Nieftiechimik Niżniekamsk (1996–1998)
- Ak Bars Kazań (1998–1999)
- HC Vsetín (1999–2000)
- Nieftiechimik Niżniekamsk (2000)
- Torpedo Niżny Nowogród (2000–2001)
- Siewierstal Czerepowiec (2001–2002)
- Mietałłurg Nowokuźnieck (2002–2003)
- Siewierstal Czerepowiec (2003–2004)
- HK Homel (2004)
- HK MWD Bałaszycha (2004–2006)
- Dynama Mińsk (2006–2007)
- HK MWD Bałaszycha (2007–2009)
- Awtomobilist Jekaterynburg (2009–2010)
- Dynama Mińsk (2009–2010)
- Mołot-Prikamje Perm (2010)
- HK Homel (2010–2011)

Wychowanek Junosti Mińsk.
Uczestniczył w turniejach mistrzostw świata w 1994 (Grupa C), 1997 (Grupa B), 1998, 1999 (Dywizja I), 2001 (Elita), 2002 (Dywizja I), 2006, 2007, 2008, 2009 oraz zimowych igrzysk olimpijskich 1998, 2002, 2010 (w 2010 był chorążym ekipy narodowej).

## Kariera trenerska
Po zakończeniu kariery zawodniczej został trenerem hokejowym. Objął funkcję asystenta selekcjonera reprezentacji Białorusi, którą pełnił podczas turniejów mistrzostw świata w 2015, 2016, 2017.
Na początku grudnia 2016 został asystentem trenera (Uładzimir Cypłakou) w drużynie HK Szachcior Soligorsk.

## Sukcesy
Reprezentacyjne

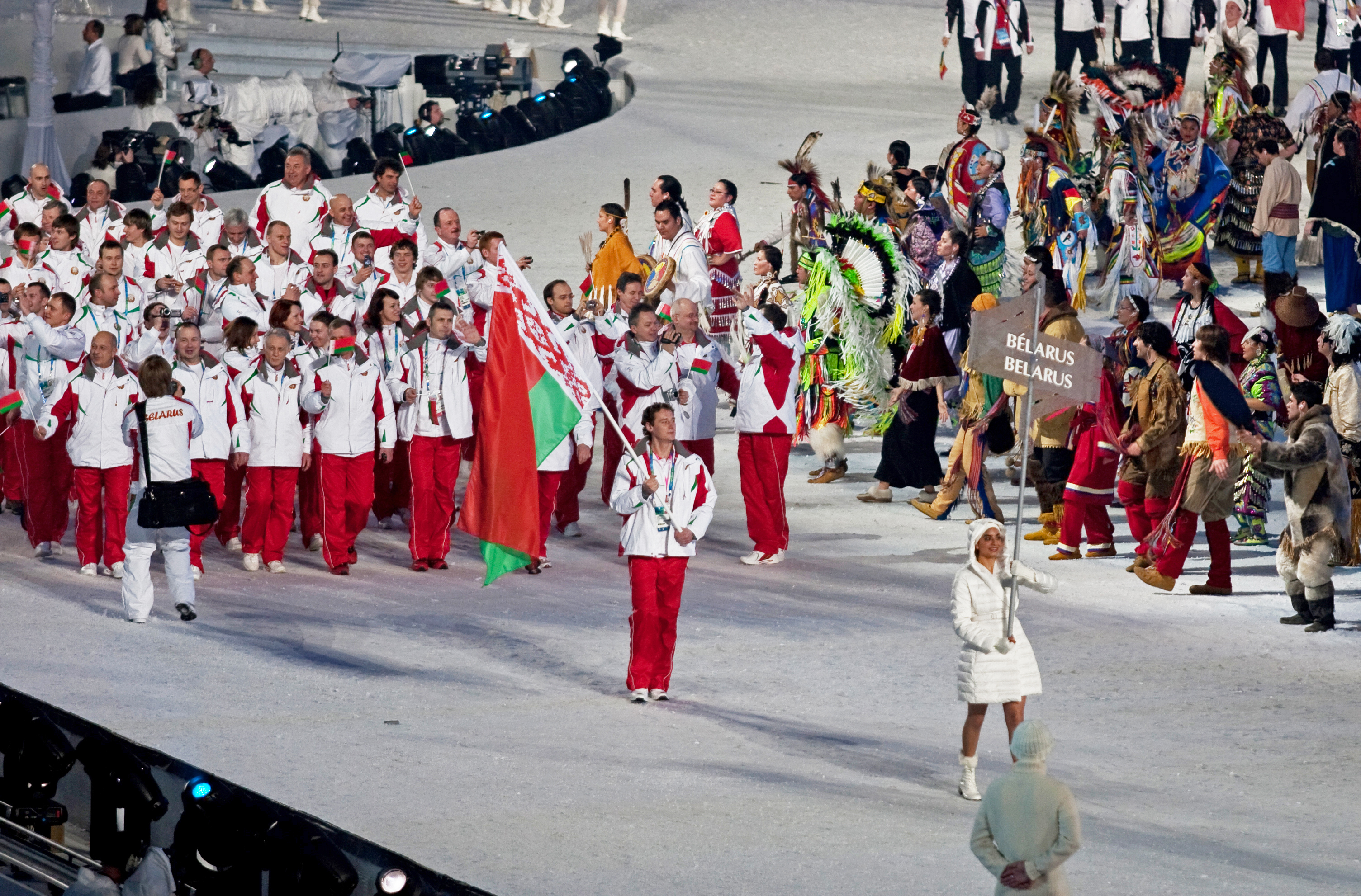
Aleh Antonienka (niesie flagę) jako chorąży ekipy narodowej podczas ceremonii rozpoczęcia ZIO 2010

- Czwarte miejsce w turnieju zimowych igrzysk olimpijskich: 2002
- Awans do Elity mistrzostw świata: 2002, 2004

Klubowe
- Złoty medal mistrzostw Białorusi: 1993, 1994, 1995 z Tiwali
- Złoty medal mistrzostw Rosji: 1998 z Ak Barsem
- Srebrny medal mistrzostw Czech: 2000 z HC Vsetín
- Brązowy medal mistrzostw Białorusi: 2004 z HK Homel
- Mistrzostwo Wysszaja Liga: 2005 z HK MWD Bałaszycha
- Puchar Spenglera: 2009 z Dynama Mińsk

Indywidualne
- Ekstraliga białoruska 1994/1995:
  - Pierwsze miejsce w klasyfikacji strzelców
- Ekstralig białoruska 2006/2007:
  - Pierwsze miejsce w klasyfikacji strzelców: 32 gole
  - Pierwsze miejsce w klasyfikacji kanadyjskiej: 65 punktów[7]
  - Skład gwiazd
- KHL (2008/2009):
  - Mecz Gwiazd KHL

Wyróżnienia
- Hokeista Roku na Białorusi: 2007
- Zasłużony Mistrz Sportu Republiki Białorusi: 2002[8]